# Mészáros Károly (író)
Mészáros Károly (Hajdúdorog, 1821. július 20. – Fogas, 1890. február 2.) magyar író, ügyvéd és helytörténész. Saját bevallása szerint elsősorban író, újságíró és helytörténész volt, és inkább a napi betevő megkeresése végett lépett a nevelői és ügyvédi pályára. Összesen 26 könyv és több mint 800 tanulmány szerzőjeként ismert. Írásaiból képet lehet kapni széleskörű műveltségéről, hiszen korának szinte minden témájában írt. Volt pszichológiai, szociológiai, történelmi, egyháztörténeti, kultúrtörténeti, mezőgazdasági, erdőgazdasági, jogi, jogtörténeti, pénzügyi, közigazgatási, politikai és egyházpolitikai témájú alkotása is.
Írói pályájára életútja jelentősen rányomta a bélyegét, hogy az 1848–49-es forradalom és szabadságharc aktív résztvevője volt. A harcokban egészségi állapota miatt ugyan nem vehetett részt, de írásaival, szervezői tevékenységével jelentős szerepet vállalat a forradalom alatt. Többek között ő adta nevét, és ő írta az alapszabályzatát az Egyenlőségi Társaságnak, amely a szabadságharc idején fontos politikai tömörüléssé vált. Madarász László elnöklete mellett Mészáros volt a társaság titkára. Ezután haditudósítóként is dolgozott a bács-bánáti és a tiszai seregek mellett. A szabadságharc bukása után bujdosni kényszerült, majd Ung vármegye törvényszéki ülnöke lett. Az 1860-as évektől kezdve ideje nagy részét Ungváron vagy közeli birtokán, Zavadkán töltötte. Forradalmi tevékenysége miatt megfosztották hivatalától, később ügyvédi praxisától is.
A forradalom tehát Mészáros Károly egész életpályáját meghatározta, és nem volt ez másként alkotói pályájával sem. 1848 előtt több műve is a francia forradalom vívmányairól, az egyenlőségről szól. Ezek közül az Európa legújabb alkotmányai című alkotása volt kiemelkedő. Később egyre több jogi témájú művet írt, hogy megélhetését biztosítsa, és miután Ungba költözött, egyre több történeti áttekintő írása jelent meg a ruszinokról. Ezekből az időkből kiemelkedik a Magyarország népei történetileg s politikailag című műve, illetve Ungvár története.
Több mint harminc újságban jelentek meg cikkei, többet szerkesztett is, és ő alapította meg többek között a Kárpáti Hírnököt, az Ungvári Hírlapot és a Magyar Községjegyzőt is.

## Élete
Mészáros Károly 1821. július 20-án látta meg a napvilágot Hajdúdorog szabad hajdúvárosban. Elszegényedett polgári család első gyermekeként született. Anyját Magyar Annának, apját pedig Mészáros Jánosnak hívták. Édesanyja román eredetű, hajdúdorogi családból származott. Még gyermekkorában árvaságra jutott, ezért bátyjánál, a családtalan Magyar Györgynél, Hajdúdorog főhadnagyánál nevelkedett fel. Édesapja Nagylétáról származó polgári családban nőtt fel. Nagyapja, Mészáros András tanítóként érkezett annak idején a városba. Szülei 1816-ban kötöttek házasságot. Édesapja szőke, kék szemű, beszédes ifjú volt, aki elsősorban a remélt főhadnagyi örökségért vette feleségül a himlő által elcsúfított Magyar Annát. A főhadnagy azonban házasságuk után nem sokkal családot alapított, emiatt abból nem részesültek. A várostól északra, az úgynevezett Csörsz árka mellett állt a Mészáros család kunyhója, amelyhez egy öt köblös termőföld és egy fejős tehén tartozott.
Amikor Károly megszületett, annyira gyönge testalkata volt, hogy az orvosok nem jósoltak neki hosszú életet. Édesapja mesterség után nézett, hogy el tudja tartani családját, és csizmadia lett. Károlynak négy testvére született még: 1823-ban Teréz, 1824-ben a félévesen meghalt János, 1826-ban Anna és 1831-ben János. A gyermek Mészáros Károly nagyon érdeklődött a mesék iránt, már ötéves korára megtanult apjától írni és olvasni. Mire 8 évesen iskolába adták, Károly már több gyermektörténetet is elolvasott. Ezért nem csoda, hogy hamar kitűnt iskolatársai közül, ráadásul szorgalmával az iskola eminens tanulói közé tartozott. Gyakran szavalt iskolai rendezvényeken, sőt néha még a tanítót is helyettesítette. A városban tehát szinte mindenki ismerte, és tehetsége miatt már kilencévesen házitanítónak hívták tehetősebb családok gyermekeihez.
1831-ben Hajdúdorogon végigsöpört a kolerajárvány, amelyben apja meghalt. Édesanyja is elkapta a járványt, de neki sikerült felépülnie belőle, viszont a család sanyarú jövő elé nézett. Anyja azt szerette volna, ha szakmát tanul azért, hogy minél hamarabb keresővé váljon, de ő nem akarta otthagyni az iskolát. Édesanyja azzal a feltétellel engedte tovább tanulni, hogy saját maga teremti elő a taníttatásának költségeit. Ezért Károly pénzért segített a harangozónak, fekete tésztát készített, sőt egy hónapig elvállalta az iskolai fűtő, csengető és vesszőző posztját is, amiről önként mondott le, mert sajnálta társait megvesszőzni.

### Kerekes szárnyai alatt
Egyszer Mészáros Károly a templomtoronyban harangozott, amikor a görögkatolikus templom parókusa, Kerekes Demeter észrevette, hogy jóllehet a harangozó a sekrestyében üldögél, a harangok mégis szólnak. Miután kérdőre vonta, kiderült, hogy helyette valójában Károly végzi a munkát. Kerekes mint a hajdúdorogi iskola igazgatója, magához hívta a gyermeket, hogy magyarázatot kérjen tőle. Mészáros elmesélte neki, hogy miért kényszerült többek között a harangozónak pénzért segíteni. A parókus önmaga is rendelt Károly fekete tésztájából és megkérte, hogy küldje be hozzá édesanyját. 1837-ben a pap, Károly édesanyjának beleegyezésével, fiává fogadta a legénykét, magához költöztette és átvállalta továbbtanulásának minden költségét. Saját önéletrajzában úgy ír erről a napról mint a kolera-időszak lezárultáról, és egy új élet kezdetéről.
Kerekes otthonában nem ő volt az egyedüli tanítvány, ugyanis a jótékony parókus további négy szegény sorsú fiúgyermek taníttatását is átvállalta. Károly nagyon sokat tanult ezekben az években. Kerekes elsősorban szépírásra, szavalásra, latinra és magyar irodalomra tanította meg. Ez utóbbi tárgyak nem képezték akkoriban a hivatalos tananyag részét. A parókus sokszor szerepeltette különböző iskolai rendezvényeken, sőt szépírást is segített oktatni az iskolában. Misék alkalmával is többször felszólította őt, hogy álljon fel, és mondja el saját véleményét egy-egy felolvasott bibliai részletről. A szorgalmas fiút nagyon megkedvelte. Tréfából azt is többször felemlegette Károlynak, hogy mivel születésnapja közel esett I. Napóleon francia császár halálához, az Úristen azért küldte őt a világra, hogy ne maradjon az emberiség ilyen géniusz nélkül. Kerekes több elismert debreceni tanárnak is bemutatta nevelt fiát.
Károly a leckéken kívül azonban még két dolgot is mélyen magába zárt ezekben az években, amelyek későbbi életében is fontos tényezők maradtak. Az egyik az az ellenérzés volt, amelyet azok iránt érzett, akik tehetősek voltak, lustaságból azonban mégsem becsülték meg azt, hogy szüleik taníttatták őket. Nem volt szorgalmuk, ezért képzetlenek maradtak, pedig meglett volna rá a lehetőségük, hogy ők is eminens tanulókká váljanak. A másik élethossziglan tartó lecke pedig a vallásosság volt. A parókus házában még jobban elmélyült a görögkatolikus vallásban, amihez élete végéig ragaszkodott.
Az elemi iskola utolsó évében Kerekes számot vetett saját anyagi helyzetével. Romló egészségi állapota egyre nagyobb összeget emésztett fel, ezért nem tudta fedezni mind az öt gyermek gimnáziumi taníttatását. Egyetlen gyermeket tudott továbbküldeni, és az Mészáros Károly volt. Pedig a nevelt fiúk közül három a parókus unokaöccse volt. Mészáros tehát Debrecenben a piaristáknál kezdhette meg gimnáziumi tanulmányait. Egy görögkatolikus postai ellenőrnél, Kecskés Jánosnál kapott kosztot és szállást. A piaristák latin osztályában is kiemelkedő teljesítményt nyújtott, szépírásával még pénzt is tudott keresni. A harmadik tanév közepén már egy előkelőbb úri házban kapott szállást, viszont Kerekes kénytelen volt váratlanul beszüntetni támogatását. Mészárost azonnal utcára tették, aki kétségbeesetten pénzkereseti lehetőség után nézett. Szorult helyzetéből végül tanulótársai segítették ki, akik házitanítói állást ajánlottak számára szállással és koszttal. A tanévet tehát tanítói munkájából és tanárai segítségével tudta befejezni. Amint letette a vizsgáit, eljutott hozzá Kerekes Demeter halálhíre.

### Barangolások kora

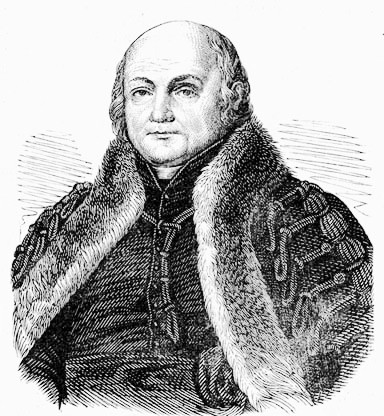
Budai Ézsaiás portréja. A debreceni tudós nagy hatással volt Mészárosra

Kerekes halála megrázta őt, de mivel népszerű házi tanító volt, rengeteg munkája akadt, és egészen a tanév végéig nem voltak anyagi gondjai. A nyár beköszöntével azonban eljött az ínség korszaka, hiszen az iskolai szünet idején nem volt szükség szolgálataira. Haza nem mehetett, mert anyjának elég nagy teher volt élelemmel ellátni testvéreit, nem hiányzott még egy éhes száj. Ezért elhatározta, hogy gyalog elmegy Krakkóba, hogy oroszul tanuljon, és később ezzel a tudásával Oroszországban nevelőként helyezkedjen el. Egyik iskolatársával, Spivák Péterrel indult útnak, és Tokajon keresztül egészen Eperjesig sikerült eljutnia, itt viszont kimerültségében összeesett. Csak vándortársának köszönhette, hogy októberre sikerült visszanyernie annyira az erejét, hogy betegen hazatérjen.
Debrecenben Licsmann József, a cívisváros neves ügyvédje fogadta fel gyermekei mellé tanítónak, de egészsége három hónap múlva nagyon megromlott. Angolkórt kapott, és hamarosan hazakerült anyjához. Saját önéletrajzában azt is megemlíti, hogy betegsége olyan súlyos volt, hogy anyja már a koporsóját is megrendelte. Azonban fél év alatt lassan felépült az angolkórból, és betegen ugyan, de visszatérhetett Debrecenbe a Licsmann-házba. Itt találkozott betegsége révén a város legjobb orvosával, Zsebők Józseffel is, aki megígérte neki, hogy teljesen kigyógyítja, ha elvállalja gyermekei tanítását. A gimnázium harmadik osztályát tehát az orvos házában tölthette el. Itt ismerkedett meg a város vezető értelmiségijeivel, és itt került szembe kenyéradója feleségével, Papanek Máriával is. 1838 telén Zsebők úgy döntött, hogy egy időre Nagyváradra küldi Károlyt. Egyrészt a családi béke helyreállítása, másrészt a váradi gyógyfürdők jótékony hatása végett.
Mészáros Nagyváradon végezte el a gimnázium negyedik osztályát. Egy Novák nevű örmény kereskedőnél lakott, de tavasszal újra megbetegedett, és két hónapon keresztül kórházban feküdt. Csak a nyári szünet beálltával tudta elkezdeni a fürdőkúrát, ami valóban jót tett az egészségének. A gimnáziumi tanév kezdetére visszatért Debrecenbe, és Licsmannéknál vállalt házi tanítóságot. Az ötödik osztályban ismerkedett meg László Alajossal, a gimnázium költészet tanárával, aki felismerte Mészáros szépirodalmi tehetségét. Biztatására születtek meg Mészáros első művei, amelyek közül párat László Pestre küldött a Nemzeti Újsághoz; de néhány zsengéje megjelent a szintén pesti Társalkodó című lapban is, ami a Hasznos Mulatságok és a Jelenkor című újságok melléklapja volt. Mészáros neve tehát országosan is ismertté vált, mind tanárai, mind a debreceni művelt körök szívesen látták társaságukban. Ekkor ismerkedett meg Budai Ézsaiással, a neves hittudóssal és történésszel; és Sárvári Ferenccel is.
Az utolsó gimnáziumi évét követően a nagyváradi római katolikus papnevelő intézetbe, és a hajdúdorogi parókus közbenjárására az ungvári görögkatolikus intézet papnövendékei közé is tárt karokkal várták a papi pályára készülő Mészárost. Popovics Vazul, ungvári püspök ösztöndíjat is ígért neki, ha nem hagyja el saját vallását. Mészáros a gimnázium után tehát Ungvárra ment, ahol 1839-ben hivatalosan is felvételt nyert, és a püspök elfogadta azt a kérelmét is, hogy tanulmányait Pesten folytathassa. Mészáros Károly az ungvári ösztöndíjjal először hazautazott, hogy elbúcsúzzon anyjától; majd Debrecenből egy cseh serfőző szekerén hat nap alatt ért fel Pestre.

#### Jogi tanulmányok Pesten és Pécsett
Amikor a szekér Pestre felért, Mészáros első dolga volt felkeresni a piarista rendfőnököt ajánlólevelével, hogy segítsen neki elhelyezkedni, és tanítói állást szerezni. A pesti lapokba írt cikkei miatt itt is ismerték a nevét, ezért pár napon belül sikerült egy úri háznál tanítói állást kapnia. Egyetemi tanulmányait a pesti egyetem bölcsész karán kezdte meg. Itt filozófiát, nyelvészetet, magyar irodalmat, történelmet, vallástudományt és matematikát tanult, a kor legkiválóbb tanáraitól. Oktatói közül ketten voltak nagy hatással pesti berendezkedésére. Egyikük Ranolder János, a vallástudományok tanára volt, a későbbi veszprémi püspök, aki rávette Mészárost, hogy az egyetemi tanulmányai mellett foglalkozzon behatóan az olasz nyelvvel is. A másik említésre méltó tanára Sztojanovics Lázár, aki kitűnő nyelvész, és egyetemi kollégái között kifejezetten fiatal is volt. Ezért ő lehetett az, aki bevezette Mészárost a pesti éjszakai életbe. Saját bevallása szerint Mészáros tanára társaságában ivott először bort, és vele ismerte meg a Duna menti város bordélyait is.
A pesti évek kezdetével nem lankadt a magyar irodalom iránti szenvedélye sem. A tanév még alig kezdődött el, amikor Mészáros irodalmi kört szervezett az egyetemen, ahol amatőr írók szerkesztették együtt első műveiket, és egymásnak szavalták zsengéiket. Ebben az irodalmi körben ismerkedett meg Madách Imrével is. Az irodalmi kör mellett folyamatosan cikkezett a Nemzeti Újságba, és elhatározta, hogy verseivel felkeresi a kor számára legnagyobb magyar költőjét, Vörösmarty Mihályt is, hogy véleményezze munkáját. Vörösmarty elismerte tehetségét, de egyúttal arra is figyelmeztette, hogy versírásból nem fogja tudni fenntartani magát. Mészáros önéletrajzában így emlékezett vissza a nagy költő szavaira:

Az első pesti tanév több fontos döntés meghozatalához segítette hozzá Mészárost. Vörösmarty szavainak engedve úgy döntött, hogy megélhetése végett ügyvédnek tanul, és végleg otthagyja a papi pályát. Hiába végzett az egyetem eminens tanulói között, a tanév lezárultával megélhetése Pesten nem volt biztosítva. Ezért úgy határozott, hogy a nyarat Pécsett tölti Balogh Károlynál, aki barátja volt, és a Pécsi Aurora című lap tulajdonosaként munkatársa is. Mohácsig hajóval mentek le (a legénységet Mészáros és egyik tanulótársa hegedüléssel szórakoztatta a fuvarért cserébe), majd innen Pécsre gyalogszerrel jutottak el. Mohácson a római katolikus plébánián próbáltak szállást kérni, de a pap csavargóknak mondta őket, és nem segített rajtuk. Mészáros ekkor döntött úgy, hogy végleg felhagy a papi hivatással. Balogh segített Károlynak tanítványokat szerezni, sőt elintézte, hogy egy iskolában tanítói állást kapjon. Közel 40 tanítványa volt, köztük Xantus János, a később ismertté vált természettudós és néprajzkutató is. A tanítói fizetésből saját lakást tudott bérelni, tanult hegedülni, festeni és a franciát is itt kezdte elsajátítani. Mészáros saját leírásában a pécsi éveket nevezte fénykorának.
A püspöki líceumban Mészáros elvégezte a filozófiai tanfolyam második évét, de 1842-ben a pécsi egyetemen jogot kezdett el hallgatni, ezzel végleg hátat fordítva a bölcsészetre épülő papi pályának. Ugyanebben az évben írta meg első önálló könyvét, az Eszmék az élet czélairól című művet, amelyet Majláth György támogatásával adott ki. Az egyetemi tanulmányai és pécsi tapasztalatai által ihletett könyve nagy siker lett, az első kiadást szinte maradéktalanul felvásárolták.

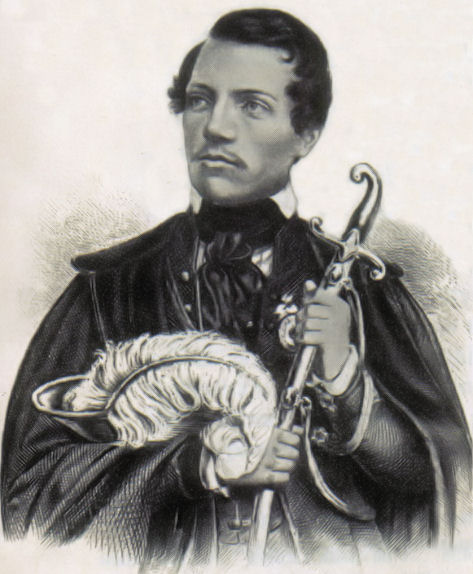
Vasvári Pál litográfiája

1843-ban visszatért Pestre. Két tanítványát is kicsapták a pécsi egyetemről, ezért ők Pesten folytatták tanulmányaikat, és vitték magukkal oktatójukat is. Mészáros Pesten folytatta jogi tanulmányait, és kitűnő eredményeket ért el ezen a területen is. A második jogi tanév végén a kecskeméti református jogakadémián tette le vizsgáit (Pesten jóval drágább lett volna). Ezt követően még két év gyakorlatot kellett szereznie az ügyvédi vizsgához. A gyakornoki munka azonban nem járt fizetéssel, ezért kereső állás után kellett néznie. Tanítói álláshirdetést szeretett volna készíttetni Beimel József nyomdájában, aki megörült a váratlan szerencsének, és megkérte Károlyt, hogy dolgozzon neki, és vállalja el az új kereskedelmi témájú újságjának, a Merkúrnak a szerkesztését. Mészáros Károly tehát 1844-től vállalta el első szerkesztői állását. Ez alig egy évig tartott, ugyanis a munka mennyiségével a fizetés nem állt arányban.
A szerkesztői munka után 1845-ben újra tanítói munka után nézett, és Emmerling József meghívására Zimonyba utazott magántanárnak. Miután tanítványa sikeresen letette minden vizsgáját, Mészáros újra Pestre utazott, hogy 1846-ban végül kitűnő eredménnyel letehesse az ügyvédi vizsgát.

### Mészáros Károly és a szabadságharc
Szakvizsgája után első dolga volt, hogy ügyvédi irodát nyisson Pesten. A kezdeti lelkesedése azonban hamar alábbhagyott, amikor rádöbbent, hogy tapasztalat és hírnév nélkül nem fog tudni megélni az ügyvédkedésből, hiszen Pesten rengeteg ügyvéd működött. Emiatt újra újságíróként próbálta meg fenntartani magát. Írt a Jelenkorba, a Nemzeti Újságba és a Pesti Divatlapba is. Ekkoriban a pesti fiatalság, és közöttük is főleg a jogászok körében a legelterjedtebb beszédtéma a politikai helyzet volt. Mészárost egészen idáig nagyon lefoglalta a folytonos tanulás és tanítás, emiatt nem alakult ki még saját politikai meggyőződése. Így először csak sodródni tudott jogász barátaival, akik a későbbi Pilvax kávéházban tartott, szélsőséges nézeteket valló összejövetelekre jártak el. Mészárost szívesen fogadta a Pilvax közönsége, hiszen akkorra már ismert író volt. Több ponton is kritikát fogalmazott meg a kormányellenes szónoklatokkal kapcsolatban, az általa megfogalmazott gondolatok azonban inkább tiszteletet ébresztettek a fiatalság egy jó részében, semmint ellenszenvet.
Az ellenzéki fiatalság és Mészáros között a törést egy újságcikk idézte elő. 1846-ban a konzervatív Nemzeti Újságban megjelent egy kemény hangvételű cikk a szélsőséges fiatalságról, amely a Pilvax kávéház közönségét léhának titulálta. A fiatalság dühöngött, és Mészárost kérték fel arra, hogy írjon meg egy olyan cikket, amely méltó visszavágás lesz a konzervatívok támadására. A válasz, amely szintén a Nemzeti Újság hasábjain jelent meg, sokak szerint nem volt elég vérmes kiállás a Pilvax eszméi mellett, ezért a fiatalság nagy része politikai árulással vádolta meg Mészárost. Évtizedekkel később, önéletrajzában is őszintén bánta, hogy nem ütött meg keményebb hangot cikkében.
A szélsőséges ellenzéki eszmék helyett Mészáros gyors pálfordulással az arisztokrácia és a papság által támogatott konzervatív, kormánypárti összejöveteleket kezdte el látogatni. A konzervatívok klubját Gyüldének nevezték, amelyet a város közvéleménye egyre ellenszenvesebbnek tartott. Mindenesetre a Gyülde főrendi tagjai szívesen fogadták Mészárost és néhány társát, mivel nekik is szükségük volt fiatal támogatókra. A kormánypárti klub egy idő után ingyen vacsorával is igyekezett magához csábítani a fiatalságot, ami elképesztette Mészárost. Teljesen kiábrándult a politikából, és mivel az újságírás sem biztosított elég jövedelmet számára, úgy döntött, hogy hazamegy Hajdúdorogra, és megpróbál ott ügyvédi irodát nyitni.
A szülői házhoz alig érkezett meg, amikor kézhez kapta Zichy Henrik levelét, amelyben a gróf Moson vármegye tiszti alügyészévé nevezte ki. Mészáros tisztában volt avval, hogy a váratlan kinevezés feltehetőleg a Gyüldés tagságának is köszönhető, mégis elfogadta. Magyaróváron a kormány hivatalnoka lett, tehát a vármegye gyűlésein az ellenzéki pártok őt is támadták. A forradalmi hangulat erősödésével Mészáros tudta, hogy nem szabad elköteleznie magát a konzervatív kormány mellett, ezért elvégezte ugyan munkáját, de ügyelt arra, hogy ne folyjon bele a politikai csatározásokba. 1847-ben Pozsonyba költözött egy időre, hogy onnan tudósítsa a Jelenkor és a Nemzeti Újság olvasóit az országgyűlés fejleményeiről. Az itt gyűjtött anyagból írta meg harmadik művét, Országgyűlési teendőink címmel. A pozsonyi diéta üléseinek bezárását követően Mészáros visszatért Mosonba, de 1848 májusában, miután az ellenzék átvette a kormányzást, otthagyta hivatalát, és visszatért Pestre.

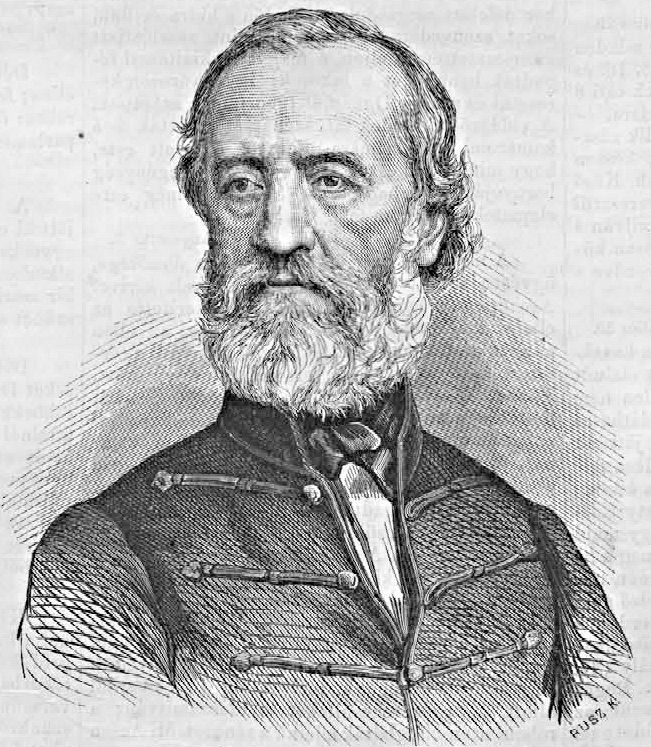
Perczel Mór képmása

Pest már forradalmi hangulatban izzott, és mivel tartott attól, hogy konzervatív szerepvállalása miatt itt árulónak tekinthetik, napokig nem mert kimenni az utcákra. Végül kalapjába vörös tollat tűzött, mellére pedig kokárdát, és ellátogatott az egyik népgyűlésre, ahol meglepetésére korábbi Pilvaxos ismerősei barátként köszöntötték. Itt találkozott Vasvári Pállal is, akit - hajdúböszörményi görögkatolikus lévén - gyermekkorában szavalni tanított. A pesti visszatérést követően Vida Károly is felkereste Mészárost, és megkérte, hogy írjon cikkeket a konzervatív Figyelmező és Budapesti Híradó című újságokba. Károlynak jól jött a pénzkereseti lehetőség, de csak azzal a feltétellel vállalta el a munkát, hogy politikai tartalmú cikkeket nem kell írnia.
A forradalom szabad eszméje Mészárost is lelkesítette. Szerepet akart vállalni a történelmi változásokban, ezért felfigyelt a lakóháza udvarán élénken vitatkozó fiatalokra. Közéjük állt, és hamarosan a politikai csoport egyik vezető alakjává vált. A csoport Mészáros javaslatára vette fel az Egyenlőségi Társulat nevet, sőt az utópista szocializmus elveit alapul véve ő írta meg a társulat alapszabályzatát is. A Hatvani utcai lakóházat gyorsan kinőtte a csoport, és 1848. július 1-jén a társulat már saját nemzetgyűlést hívott össze a pesti megyeháza nagytermében. Az ülésen az Egyenlőségi Társulat elnökévé Madarász Lászlót választották meg, jegyzőjének pedig Mészáros Károly neve mellett voksoltak a legtöbben. Mészáros irányítása alatt a társulat két lapot is kiadott, a Radical lapot és a Népelemet, amelyeknek köszönhetően az Egyenlőségi Társulat több mint háromezer tagjával a forradalmi kormány legnagyobb parlamenten kívüli támogató erejévé nőtte ki magát.
1848 őszén megalakult az első felelős magyar kormány, amelynek rendőrminisztere Madarász László lett. Helyette az Egyenlőségi Társulat elnökségét Perczel Mór vette át, miközben Mészáros a kormány postaügyi hivatalában töltött be számvevői posztot. A harcok megindulásával Kossuth felfegyverezte az Egyenlőségi Társulatot, és Perczel irányítása alatt hadsereget szerveztek a társulatból. Mészárosnak századosi rangot ajánlottak fel az új hadseregben, de ő ezt gyenge egészségére hivatkozva visszautasította. A harcmezők helyett tovább szervezte a társulatot, és beindította a Jövő című újságot, amelyben a polgári társadalmi egyenlőségről cikkezett. 1848 végén a kormánnyal együtt Debrecenbe költözött, majd innen a politikai élettől távol akart kerülni, ezért a kormány hadi történetírójaként leutazott a bánát-bácskai, majd a tiszai seregekhez.
A világosi fegyverletételkor epelázban feküdt Aradon. Egyedül betegsége akadályozta meg abban, hogy Perczel Mórral együtt Törökországba meneküljön. Miután felépült betegségéből, Pestre utazott, ahol mindenét el kellett adnia, hogy osztrák bankjegyekhez jusson. Haynau vérengzései miatt hetekig nem mert kimozdulni lakásából, és miután a rendőrség tanúzásra beidézte, rájött, hogy ha el akarja kerülni a császári hatalom bosszúját, akkor el kell menekülnie Pestről.
1849 őszén Hajdúdorogra utazott, hogy elbújjon az udvar szeme elől. Szabó György parókus pár hónap után rábeszélte, hogy írjon levelet az Ungvári Egyetemre, hátha tudnak tanári állást ajánlani számára. A válasz sokáig váratott magára, de végül legnagyobb meglepetésére decemberben levelet kapott Willecz Ignáctól, Ung vármegye főispánjától, amelyben a vármegye törvényszéki ülnökévé nevezték ki. A váratlan felajánlás feltehetőleg két okra vezethető vissza: egyrészt a szabadságharc leverése után alig akadt az országban hivatalra fogható ember. Azok vagy meghaltak a harcokban, vagy kivégezték őket, vagy a passzív ellenállás jegyében megtagadták a munkát. Másrészt Ungban megerősödtek a ruszinok, és a vármegye hivatalaiba is igyekeztek szláv származású hivatalnokot keresni. Ő görögkatolikus vallása miatt kerülhetett a főispán látóterébe. Sokat gondolkodott, hogy elfogadja-e a megbízást, de végül a magyarság helyi erősítése érdekében, valamint pénzszűke miatt is elvállalta az állást.

### Küzdelmes évek Ungváron
A nemzeti tragédiát követően Mészáros Károly tehát nehéz szívvel, 1850. január 2-án tette le hivatali esküjét Ungváron. Megérkezését követően egyik munkatársánál, Markos Györgynél szállt meg.
A törvényszéki munka mellett szabad idejében sokat írt. 1850-ben jelent meg A magyarországi oroszok története című könyve, amely az első ruszinokról szóló mű volt az országban. Meglepődve tapasztalta Ungváron, hogy az orosz hadsereg által levert szabadságharc itt szinte senkit sem érintett hátrányosan. A ruszinok másképpen fogadták a rokon nyelvű katonákat, akiknek a hatására bátrabb nemzetiségi politikába kezdtek. Mészáros történeti könyvével a ruszin nemzetiségi erősödésére szerette volna felhívni a magyar kormányzat figyelmét. Ehelyett azonban a pesti tudományos és politikai körökből erős kritika fogalmazódott meg Mészáros könyvével szemben, ugyanis ők a történeti leírást felesleges bujtogatásnak látták, amelybe a ruszinok akár kapaszkodót is találhatnak nemzeti törekvéseik megvalósításához.
1851. április 21-én feleségül vette egy zavadkai birtokos 17 éves lányát, Kollár Amáliát. Önéletrajzában Károly eszes és szép asszonynak írta le feleségét, aki később jó anyává vált, viszont inkább észszerűségből semmint szerelemből házasodtak össze.
Az esküvőt követően Károly egyre élesebb ellentétbe került felettesével, Győröcskey Mihály alispánnal, a vármegye törvényszéki elnökével. Az ellentét Mészáros leírása szerint abból táplálkozott, hogy az alispánnak nem volt igazán képesítése feladata ellátására, emiatt nem is tudta egyedül elvégezni hivatalos teendőit. Győröcskey féltékenyen szemlélte beosztottja sikereit, és mivel félt attól, hogy könnyen kiütheti pozíciójából, többször is feljelentette Károlyt a kormányszéknél. A vád mindig Mészáros szabadságharcos múltjára utalt vissza. A vádaskodásnak jó ideig nem volt foganatja, sőt a törvény hamarosan Győröcskey ellen fordult, amikor kiderült, hogy képesítés nélkül látja el feladatait, ezáltal fizetése úgymond a közpénzek tékozlásának számított. Az alispán elleni vádak koronatanúja Mészáros volt, akinek a vallomására Győröcskeyt eltávolították hivatalából. A sértődött ex-elnök ezután minden követ megmozgatott Károly ellen, aminek az lett a vége, hogy Mészáros Károlyt 1853. január 17-én felmentették hivatalából. Ebben nagy szerepe volt az 1852-ben kiadott Magyarország népei történeti tekintetben című művének, és annak is, hogy a Jövő című újság szerkesztője volt a szabadságharc idején.
Állása elvesztését követően hetekre elzárkózott a világtól, kiábrándult az emberiségből. Főként felesége unszolására végül újra munkába állt, és 1853-ban ügyvédi irodát nyitott Ungváron. Az ügyvédi pálya kifejezetten tetszett Mészárosnak, és hamarosan a város egyik legkeresettebb ügyvédi irodájának a tulajdonosa lett. Praxisának jövedelméből telket vásárolt Zavadkán, és házat épített bővülő családjának. Elsőként Gizella nevű lánya látta meg a napvilágot, viszont ő fél éves korában meghalt. 1855. december 18-án született meg első fia, Cézár, aki később apja írói nyomdokaiba lépett. A sikeres ügyvédi pálya azonban újra felkeltette ungvári irigyeinek a figyelmét. 1856-ban egykori kollégája, Markos György jelentette fel, ugyanis a szabadságharcban részt vett ügyvédeknek tilos volt praktizálniuk. A hatóságok ebben az évben tehát az ügyvédkedéstől is eltiltották Mészáros Károlyt.
Az ungvári évek igazságtalanságai és meghurcoltatásai, lánya elvesztése keserű emlékeket hagytak Mészárosban. Ezt tetézték az anyagi gondok miatt kitörő családi civakodások is feleségével. Ügyvédi hivatalának betiltása után Károly úgy döntött, hogy zavadkai házát bérbe adja, és családjával együtt elköltözött a rossz emlékű városból.

### Élete alkonyán

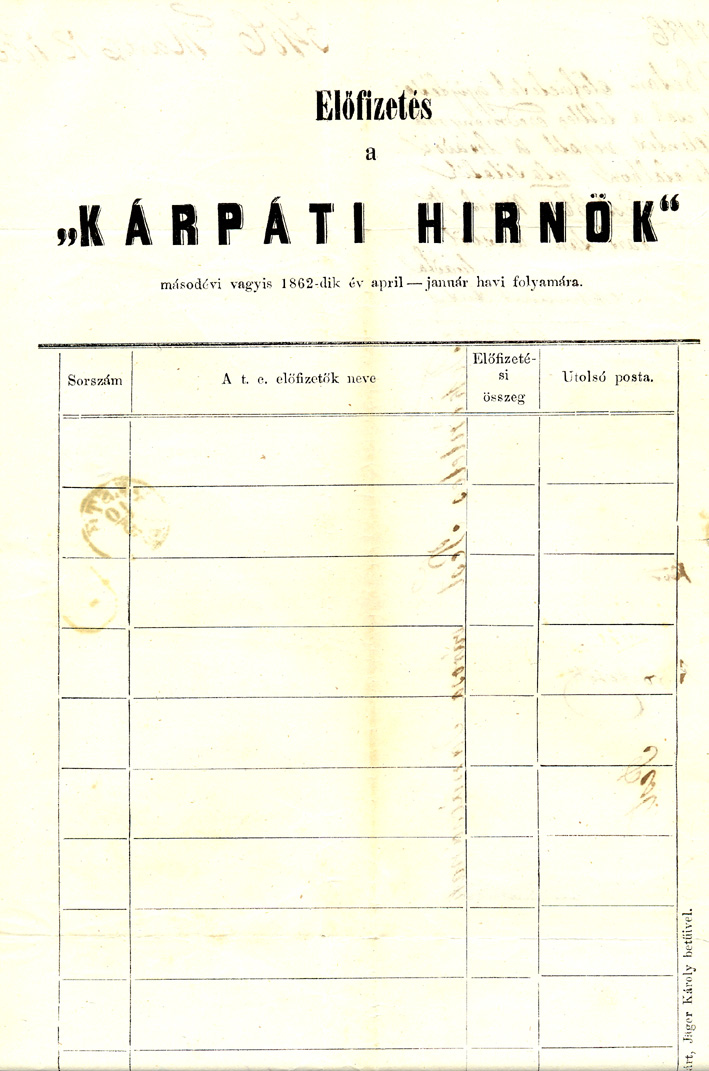
A Kárpáti Hírnök című újság előfizetői lapja 1862-ből

Mészáros ügyvédi irodájának bezáratása után néhány héttel levelet kapott Bécsből, egykori barátjától, Török Jánostól, a bécsi Magyar Sajtó című lap szerkesztőjétől. A levélben Török társszerkesztői pozíciót ajánlott Mészárosnak, kiváló jövedelem mellett. A jókor jött ajánlatot Károly azonnal elfogadta, és családjával együtt Bécsbe indult. Pesten, a Magyar Sajtó helyi irodájában azonban már várta Török újabb levele, hogy mégse utazzon Bécsig, inkább Pestről küldje naponta cikkeit a császári fővárosba. Az osztrák hatóságok Mészáros szabadságharcos múltja miatt ugyanis megtiltották, hogy ott letelepedjen.
Károlyék tehát Pesten kezdtek új életet. A Magyar Sajtó impozáns pesti irodájában Mészáros feladata volt a vezércikkek megírása, és együtt dolgozhatott olyan kiválóságokkal, mint Vajda János. Hamarosan több régi ismerőse is felkereste, és újságírói állást ajánlottak neki a város számos lapjánál és folyóiratánál. Főszerkesztő lett Kemény Zsigmond Pesti Naplójánál, írt a Szilágyi Ferenc fémjelezte Budapesti Hírlapba, Császár Ferenc Törvénykezési Lapok című újságjába, a Temesvárott megjelenő Delejtűbe, amelyet Pesty Frigyes szerkesztett. Ezek mellett cikkezett még Érkövy Adolf Gazdasági Lapok című folyóiratába, a Török János által szerkesztett Kelet Népébe és Hazánkba, Sárosy Gyula Albumába és Gyurky Antal Borászati Lapjaiba is. Sárosy Gyulával saját újságot is indítottak, de a Magyar Évlapok című havilapot a rendőrség már a második kiadásnál betiltotta hazafias iránya miatt. Ezek mellett körülbelül 800 történelmi és politikai tartalmú cikk megírását vállalta el a Szent István Társulat Nagy Enciklopédiájához. A fent felsorolt, különböző témában megjelenő újságok is tükrözik, hogy Mészárosnak mennyire szerteágazó érdeklődési köre és műveltsége volt.
1859-ben mégis úgy döntött, hogy visszaköltöznek Pestről Ung vármegyébe. Ennek több oka is volt: Egyrészt felesége sosem tudta megszokni a nagyvárosi életet, nem szeretett Pesten élni, amit igyekezett is férje tudtára adni. Másrészt Károly szeme a sok munka miatt meggyengült, ezért nyugodtabb környezetre volt szüksége. Ezek mellett feltehetőleg a legerősebb indok az elköltözésre az volt, hogy a Habsburgok egy vesztes háborút követően az októberi diplomával hajlandónak mutatkoztak visszaállítani a magyar országgyűlést, és Mészáros megalapozottan remélhette, hogy a politikai változásokkal Ung vármegyében jelentős pozíciót tölthet be.
Visszatértek Zavadkára, és elég pénzük volt arra, hogy a közeli Minajon egy kis földbirtokot is vegyenek maguknak. Mészáros sok időt töltött itt gazdálkodással, aminek a legfőbb oka az volt, hogy feleségével és annak családjával egyre élesebb ellentéte támadt. A családi viszály oka a pénz volt, ugyanis Mészáros kölcsönt adott Vécsey Gyula bárónak, aki hamarosan csődöt jelentett; ráadásul az egyik Ung megyei rokon kórházi kezeléséért is kezességet vállalt, amit végül ki is kellett fizetnie. A 3000 forintos veszteség miatt felesége és apósa egyaránt Mészárost hibáztatta.
Ungba való visszatérése után több vármegyei pozíciót is megpályázott, így előbb iskolaszéki elnök lett, majd Ung vármegye tiszteletbeli főjegyzője. Ezek a hivatalok viszont inkább csak jól csengő tisztségek voltak, nem jártak valós felelősséggel vagy kiemelkedő javadalmazással. Emiatt 1860-ban újra ügyvédi irodát nyitott, miután a vármegye engedélyezte számára az ügyvédi hivatalt; és természetesen szabad idejében rengeteget írt. 1861-ben beindította a Kárpáti Hírnök című újságot, amelynek azt a szerepet szánta, hogy felnyissa a magyarság szemét az erősödő rutén nemzetiségi mozgalmakkal kapcsolatban. Hasonló céllal alapította és szerkesztette 1867-től az Ungvár, későbbi nevén az Ungvári Hírlap című folyóiratot, 1868-tól pedig a Magyar Néplapot. 1875-től kezdve szerkesztette a Község Lapja című szakközlönyt, amelynek Dárdai Sándor volt a tulajdonosa. A vasárnaponként megjelenő szakmai lap a községek vezetőinek, jegyzőinek készült. 1876-tól ennek mellékleteként jelent meg a Magyar Községjegyző, amelyet szintén Mészáros írt és állított össze.
1865-ben végre újra indulni lehetett országgyűlési képviselői helyekért, és Mészáros elérkezettnek látta az időt ahhoz, hogy beváltsa politikusi reményeit Ung vármegyében. Ügyének sikerült megnyernie a görögkatolikus egyház támogatását, de feltehetőleg a rutén mozgalmakat elítélő korábbi írásai miatt végül nem választották meg képviselőnek. Az újabb csalódás és romló egészségi állapota miatt sem kísérletezett többé azzal, hogy visszatérjen a vármegye politikai porondjára.
Visszavonulása után újra ügyvédkedéssel, újságjainak szerkesztésével, cikkek és más művek írásával foglalkozott. Ekkor írta meg Ungvár történetét is; és élete utolsó nagy fellelkesedéseként ekkor kezdte hangoztatni egy önálló, magyar nyelvű görögkatolikus püspökség felállításának szükségességét. A közvélemény akkoriban a görögkatolikus vallású embereket nagyrészt lenézte, és mivel sem Róma sem az állam nem engedélyezte a magyar nyelv használatát a templomokban, ezért még a magyar görögkatolikusokat is szláv vagy román származásúnak tekintették. A közgondolkodás, illetve a templomból száműzött anyanyelv valóban közelítette a magyar görögkatolikusokat más nemzetiségekhez. 1843-ban a hajdúdorogiak már kérték az országgyűlést, hogy engedélyezze számukra a magyar nyelvű liturgiát, de ezt akkor a törvényhozás elvetette. Mészáros úgy érezte, hogy nem lehet a magyar diéta döntésére várni, mert idővel egyre több magyar válik ruténná vagy románná. Ezért azt indítványozta, hogy alapítsanak saját erőből egy irodalmi társaságot, amely magyar nyelven adná ki a görögkatolikus imakönyveket, liturgikus szövegeket. Elgondolásáról Hajdúdorogon értekezletet is tartott, viszont idősödő kora miatt tervét nem válthatta valóra.

## Munkássága

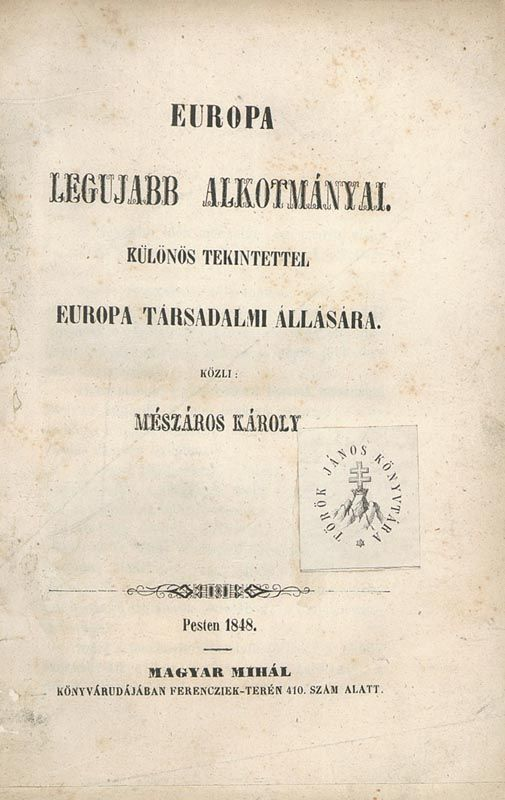
Az Európa legújabb alkotmányai című művének borítója

Mészáros Károly összesen 26 könyvet írt meg, és több mint 800 tanulmányt és cikket jelentetett meg harmincnál is több folyóiratban. Ügyvédként végzett, és sok jogi témájú értekezést és cikket is írt, viszont koránt sem nevezhető egysíkú szerzőnek. Mészáros a maga korában igazi polihisztor érdeklődésű és tudású ember volt. Foglalkozott pszichológiai, szociológiai, történelmi, egyháztörténeti, kultúrtörténeti, mezőgazdasági, erdőgazdasági, jogi, jogtörténeti, pénzügyi, közigazgatási, politikai és egyházpolitikai kérdésekkel is. Csorba Csaba 1974-ben minden érdemét elismerve megjegyzi, hogy Mészáros Károly sorsa, mint alkotó nem volt igazán szerencsés. A 19. századi magyar irodalmi és szellemi élet gazdagsága mellett Mészáros munkásságát politikai vonalon Csorba inkább harmadrangúnak ítélte; újságszerkesztői, történet- és szakírói tevékenységének jelentőségét pedig a kor másodvonalába sorolta be. Mészáros Károly ezt feltehetőleg életében is érezte, és mivel úgy gondolta, hogy sokkal több van benne, egész életében hajszolta az elismerést, amit igazán nem kapott meg soha. Műveiről és irodalmi hagyatékáról mindössze közvetlenül a halála utáni időkben beszéltek még, de később megkopott emléke, és csak a 20. század közepén került újra felszínre.
Csorba ugyanakkor elismeri sokrétű tudását és őszinte vallomását önéletrajzában. Műveire jellemző volt az események tényszerű leírása, mindenféle túlzás és elfogultság nélkül tudta ábrázolni a kor viszonyait (még saját önéletrajzát is ilyen stílusban írta meg). Harmadik személyként, mintegy megfigyelőként tárgyalta az eseményeket, amely annak fényében nem meglepő, hiszen a tábori történetírói kar legjelentősebb alakja volt. Legtöbb írását áthatja az a jellegzetes és erős személyiségvonása, amelyet gyermekként szedett magára még Hajdúdorogon: Irtózott azoktól, akik tehetősek voltak, és mégis tudatlanul cseppentek bele egyes pozíciókba; csupán születésük jogán magasabbra törtek mint Mészáros, de tehetségtelenek voltak. Sosem tudta megérteni, hogy miért nem tanul, fejlődik, tűz ki nemes célt az, aki megtehetné - neki rengeteg áldozat árán sikerült felküzdenie magát a hajdúsági nyomorból a polgári életbe. Sokszor ezt a mindennapos megélhetési küzdelmet okolta azért, hogy nem válhatott belőle kiváló író, elsőrangú irodalmi alak. Ars poeticáját az Ungvár története című könyvének előszavában fogalmazza meg:

### Kiadott művei
Mészáros Károly élete folyamán összesen 26 művét adták ki. Az alábbiakban ezek listája következik:
1. Eszmék az élet czéljairól, áttérve a társas élet viszonyaira, Pécs, 1842. (Kiadásának költségeit Majláth György fedezte).
2. Az emberismeret elemei bölcseleti tekintetben, Pest, 1845. Online (Tanulótársai nyomtatták ki).
3. Országgyűlési teendőink. Birtok- és jogviszonyainkról, Magyar-Óvár, 1848. Két füzet.
4. Európa legújabb alkotmányai. Különös tekintettel Európa társadalmi állására, Pest, 1848.
5. A magyarországi oroszok története. Pest, 1850. (Ism. M. Hirlap 303., 306-309. sz. Religio 1851. I. 48-51. sz.) Online
6. Magyarország népei történelmileg s politikailag, Pest, 1852. (Az egész birodalomban betiltották. Ez volt az oka annak is, hogy Mészárost megfosztották hivatalától).
7. A műveltség ősképe az előkör legnevezetesebb népeinél, Kassa, 1853.
8. Az országos jövedelmekből nyújtandó úrbéri kárpótlás iránti igények bemondása és az ide vonatkozó törvények s ministeri oktatás gyakorlati magyarázata. Pest, 1854.
9. A földtehermentesítési rendszer az 1854. jan. 16. kelt cs. nyílt parancs alapján, mely által Magyarországra nézve a kitudott úrbéri és tizedkárpótlásnak a jogosítottak számára minden érdekelt jogainak megóvása mellett, mimódon és mely kútfőkből eszközlendő lehető gyors kiszolgáltatását tárgyazó határazatok állapíttatnak meg, Pest, 1854.

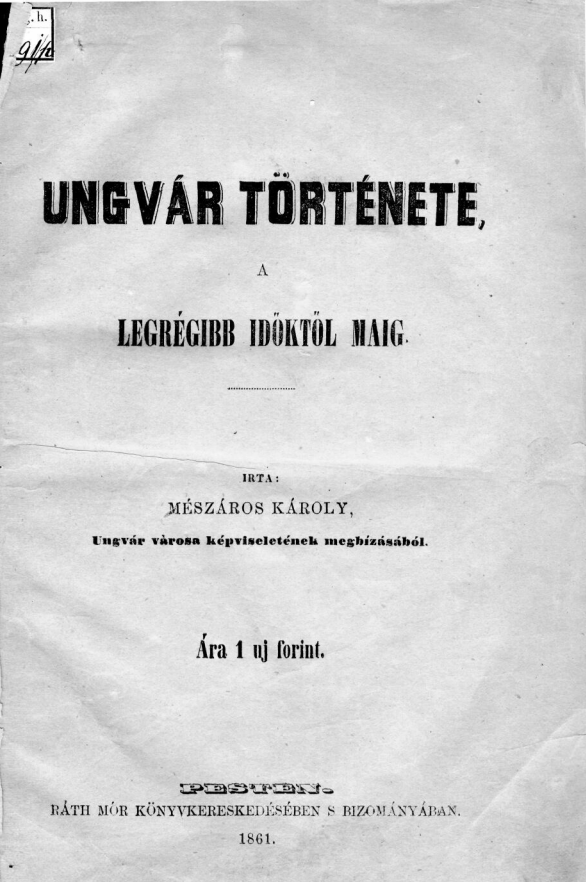
Az Ungvár története borítója

10. Az új házassági törvény, Pest, 1857. (Megjelent: Új Törvénytár IX.).
11. Telekkönyvi törvények az igazságügyministeriumnak 1855. decz. 15. kelt rendelete alapján, az ezzel kapcsolatban álló egyéb cs. k. nyíltparancsok s kiegészítő rendeletek nyomán, Pest, 1857.
12. Az új erdőtörvény, a polgári magánjog és nemzetgazdászati érdekek szempontjából magyarázva, Pest, 1857.
13. Községi törvények, községi egyetemek s előljárók hatásköre s teendői körül, különösen a polgári magánjog, a büntető törvény, a polgári és büntető eljárás, a hagyatéki s gondnoksági, az árvaügyi s egyéb a pörös ügyeken kívüli eljárás mezején, Pest, 1858.
14. Az úrbéri hátrálékok körüli törvényes eljárás, az 1857. szept. 26-án kelt cs. nyíltparancs s egyéb ide vonatkozó törvények és rendeletek alapján, Pest, 1858.
15. A magyar úrbéri viszonyok jogtörténete, Pest, 1857. (Az egyetem által jutalmazott pályamű. Cikkekként is megjelent a Budapesti Közlönyben).
16. Tartományi zsinat Esztergomban 1858. szept. 19. s következő napjain. A magyar egyház régibb zsinatainak rövid történetrajzával s az Esztergomban a legközelebb tartott zsinaton megjelent s kitűnőbb egyházférfiak élet- s jellemvázlataival, Pest, 1859.
17. Ungvár története a legrégibb időktől máig, Ungvár, 1861. (Ism. Budapesti Szemle 1862).
18. Kossuth Lajos levelezése a magyar szabadságharcz karvezéreivel 1848–1849-ben, Ungvár, 1862.
19. A magyar szabadságharcz előjátéka 1848. évben, Ungvár, 1862.
20. Az Ung megyei takarékpénztár szervezete s alapszabályai, Ungvár, 1865.
21. Ung megye szabályrendeletei, Ungvár, 1868.
22. Ung megye tankerületének Évkönyve, Ungvár, 1871.
23. A görög katholikus egyház jogosultsága a vallási alapítványokban, Ungvár, 1872.
24. Magyar földadókataster az 1875. márcz. 30. alaptörvény s az ezzel kapcsolatban álló kormányrendeletek stb. s gyakorlati magyarázataival ellátva. Pest, 1875.
25. Magyarország kör- és községjegyzői 1876. aug. 21. tartott országos congressusának Évkönyve, Budapest, 1876. (Két füzet).
26. A magyar igazságügyminiszteri kormányzat, Budapest, 1880. (Kun László által bővítve s kiadva).

### Tudományos cikkei
Mészáros Károly hozzávetőleg 800 tanulmányt és tudományos cikket jelentetett meg számtalan országos terjesztésű folyóiratban. Írt a Pesti Divatlapba (1845-47) és 1843-ban a divatlap mellékletébe, a Regélő Pesti Divatlapba is; cikkezett a Honderűnek (1845), az Életképeknek (1845-47), a Nemzeti Újságnak (1846), a Jelenkornak és mellékletének a Társalkodónak (1846); a Jövőnek (1848); Rosly Zsigmond politikai napilapjának, a Radical Lapnak (1848), a Pesti Naplónak (1854–56), a tudományt népszerűsíteni hivatott Családi könyvnek (1855), a Kelet Népének (1856), a Hölgyfutárnak (1856), a Budapesti Hírlapnak (1856), a Magyar Sajtónak (1856), az Albumnak (1857), a Magyar Évlapoknak (1857), a Hazánknak (1858), a Falusi Gazdának (1858-59), a Magyar Gazdának (1860), a Kárpáti Hírnöknek (1861), az Ungvári Hírlapnak (1862), a Vasárnapi Ujságnak (1864), a Jogtudományi Közlönynek (1875), a Község Lapjának (1879) valamint az Ungnak (1885).
A felsorolt lapok közül többhöz is szorosabb viszony fűzte, volt amelyiknek munkatársa volt, és többet szerkesztett is. Mészáros írta a vezércikkeket a Pesti Naplóba, a Magyar Sajtóba, a Hazánk című lapba és a Kelet Népébe is. Főmunkatársként szerkesztette rövid ideig az Idők Tanúját; Sárosy Gyulával a Magyar Évlapokat, Ungváron a Kárpáti Hírnököt, a Magyar Néplapot, 16 éven át az Ungot és az Ungvári Hírlapot. Később a szakmai folyóiratok felé fordult, és négy éven keresztül a Község Lapjánál, a Magyar Községjegyzőnél és öt évig a Magyar Jogásznál vállalt szerkesztői munkát.

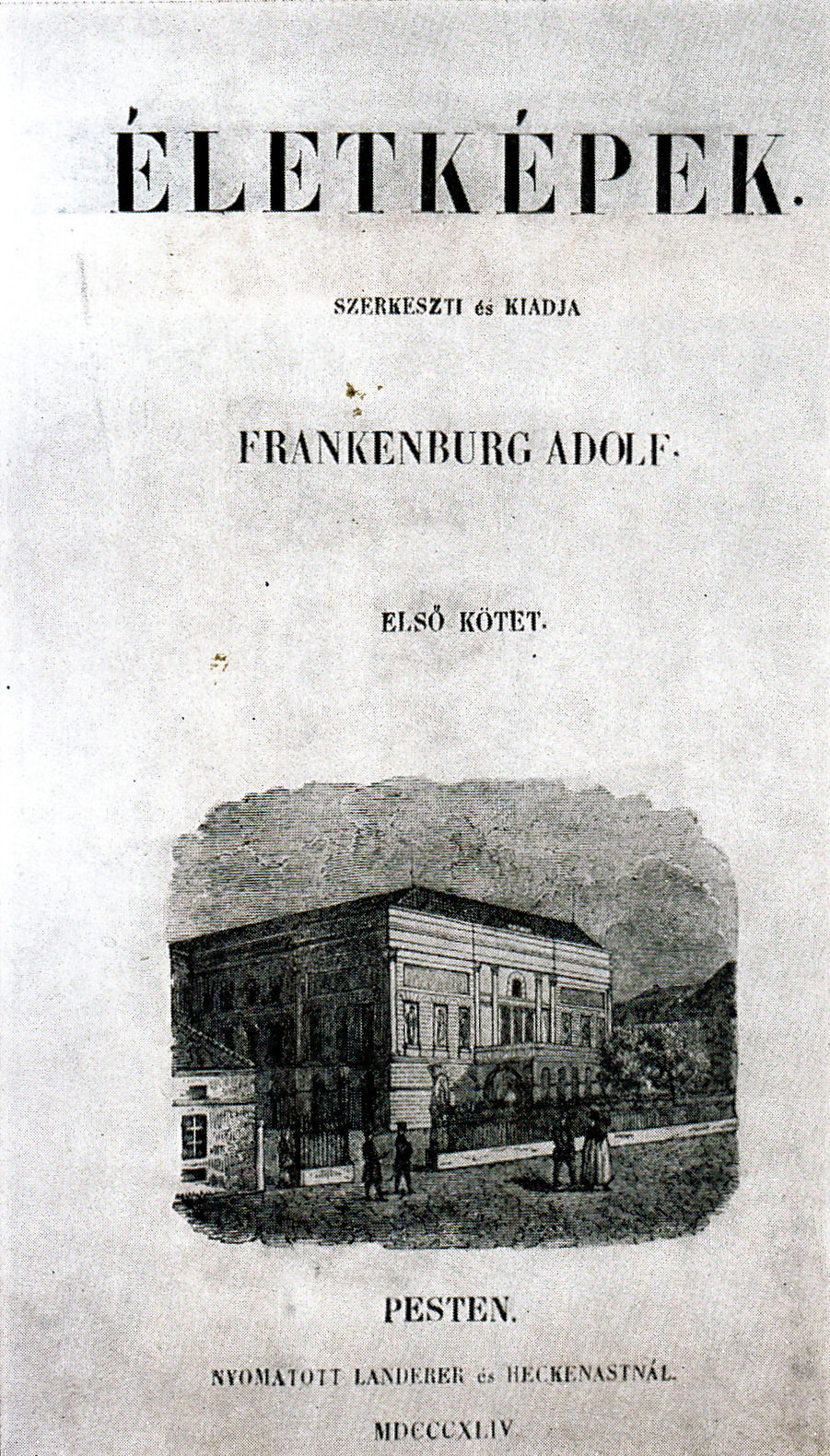
Az Életképek című lap első számának címlapja 1844-ből

Több száz tanulmánya közül témájuk vagy korabeli társadalmi hatásuk miatt az alábbi cikkek emelkednek ki:
1. Gondolatok a barátság és szeretetről (1843, Regélő Pesti Divatlap)
2. Emberismeret (1845, Életképek)
3. A tudomány és műveltség becse (1846, Életképek)
4. A társadalmi állapot fejlődése (1847, Életképek)
5. Árpád és a magyar honszerzés (1858, Hazánk)
6. A birtokrendezés fő mozzanatai (1856, Magyar Sajtó)
7. A telekkönyvi közigazgatás (1856, Magyar Sajtó)
8. Jobbágyi örökösödés (1856, Magyar Sajtó)
9. Pénz, vagy földbirtok (1856, Magyar Sajtó)
10. Csődök és vagyoni bukások hazánkban (1857, Magyar Sajtó)
11. Az új erdőtörvény (1857, Magyar Sajtó)
12. A magyar földbirtok és hiteltörvény (1857, Magyar Sajtó)
13. Nemzetünk társadalmi feladata (1857, Magyar Évlapok)
14. Nemzetiségünk hanyatlásának okai, előmozdításának eszközei (1861, Kárpáti Hírnök)
15. Martinovics összeesküvése (1861, Kárpáti Hírnök)
16. Sajtóügyi viszonyok és hírlapok Ungmegyében (1865, Ung)
17. Polgári törvénykezésünk reformjai (1875, Jogtudományi Közlöny)

### Kéziratai
Mészáros szabad idejének jelentős részét áldozta különböző tudományos cikkek, tanulmányok vagy művek megírására. 1890 elején bekövetkezett halála miatt sok olyan anyag maradt, amelyet sohasem fejezett be, vagy amelyeket nem tudott kiadni. Mészáros Károly kéziratai mind a mai napig nincsenek teljes mértékben feldolgozva, és feltehetőleg hagyatékának egy része megsemmisült a halála óta eltelt több mint 100 évben. Mészáros fennmaradt anyagának legnagyobb gyűjteményét az ungvári Boksay József Kárpátaljai Megyei Szépművészeti Múzeum őrzi, de a hajdúdorogi Mészáros Károly Városi Könyvtár is rendelkezik néhány darabbal. Mészáros hagyatékát eredetileg a Kárpátaljai Honismereti Múzeum őrizte, amely később a Szépművészeti Múzeum része lett. A múzeum két nagyobb csoportba sorolta Mészáros fennmaradt kéziratait. Összesen 13 ismert, kéziratban fekvő műve alkotja az egyik csoportot, míg karcolatai, tervei, kezdetleges cikkei a másikat. Az alábbiakban ezek áttekintése következik:
- Magyar Pantheon - A magyar nemzet történetét mutatja be jellemrajzokon, tényvázlatokon és korrajzokon keresztül.[2]
- A magyar forradalom 1848-49-ben - Nem meglepő, hogy Mészárosnak ezt életében nem sikerült kiadnia. Ebben a kéziratában a forradalmi kormány hivatalos történetírójaként számol be a harcok menetéről. Kivételesen értékes történeti mű a szabadságharc hadszíntéri eseményeinek megismeréséhez.[23]
- Ung megye történeti monográphiája - Sajnos ez a kézirat csak részben maradt fenn. A múzeum a feltehetőleg 1881-re elkészült mű három töredékét őrzi. A fennmaradt munkavázlatok viszont betekintést nyújtanak az egykori leírás tartalmába. Így ma tudjuk, hogy a vármegye történelme mellett tárgyalta annak természettanát, néprajzát és egyháztörténetét is.[23]
- A görögkatolikus egyház története Magyarországon - Mészáros egyik legértékesebb kéziratban maradt műve, amely szintén hiányos állapotban maradt fenn. A nagy terjedelmű történeti művön 30 éven át dolgozott, és körülbelül 1882-ben készült el vele. Kiadásához Ungvár lakosságának segítségét kérte. Felhívásában az szerepelt, hogy a város lakói két forinttal támogassák művének kiadását. Feltehetőleg ez nem teljesült, hiszen a mű még mindig kézirat formájában található meg. A hajdúdorogi könyvtár ehhez kapcsolódóan két kéziratot is őriz: az egyik a Naptári ünnepek és böjti napok kérdése körüli mozgalmak és viták a munkácsi egyházmegyében címet viseli, míg a másik A görögkatolikus nép s a világi és szerzetes papság állapota az egyházi uniót közvetlenül megelőző időkben néven ismeretes.[23][57]
- Az anyakönyvvezetés jogrendszere
- A szabad hajdúk története - A kézirat körülbelül 1886-ra készült el, ugyanis ez év március 20-án kelt az a karcolata, amelyből kiderül, hogy Mészáros a könyvet Hajdúdorogon akarta kiadni. A városnak cserébe azt ajánlotta fel, hogy a könyv kiadásából befolyó bevételt a görögkatolikus népiskolák szegény, de tehetséges diákjainak a megsegítésére ajánlja fel.[23]
- Az úrbéri viszonyok történeti fejlődése hazánkban - pályamunkaként készült el.
- Ung megye közgyűlései és törvényhatósági belélete II. Rákóczi Ferenc forradalmának idejében - Az eredetileg 93 nagy lapból álló mű a megyei közgyűlések eredményeit foglalta össze 1700 és 1711 között. A tanulmány első 24 oldala elveszett.[23]
- Jog és Közigazgatási szótár
- A magyar vármegyék története - A fennmaradt Mészáros hagyaték legterjedelmesebb alkotása. A mű részletesen foglalkozik Magyarország vármegyéinek kialakulásával és fejlődésével. A kézirat feltehetőleg az 1880-as vek közepére készült el.[23]
- A bűnvádi eljárás népszerű magyarázata
- A legújabb orosz mozgalmak 1850-től kezdve a legújabb napokig hazánkban - 1885-ben vagy később készült el ez a kézirat. Mészáros itt újra a korabeli nemzetiségi politikát és a ruszinok nemzetiségi mozgalmát vizsgálta. Ebben a művében is kiemelte, hogy tarthatatlanná válhat az a helyzet, hogy a magyar parlament felsőházában egyedül a ruszin és a cigány kisebbség nincsen képviselve.[23]
- Az új magyar erdőtörvény

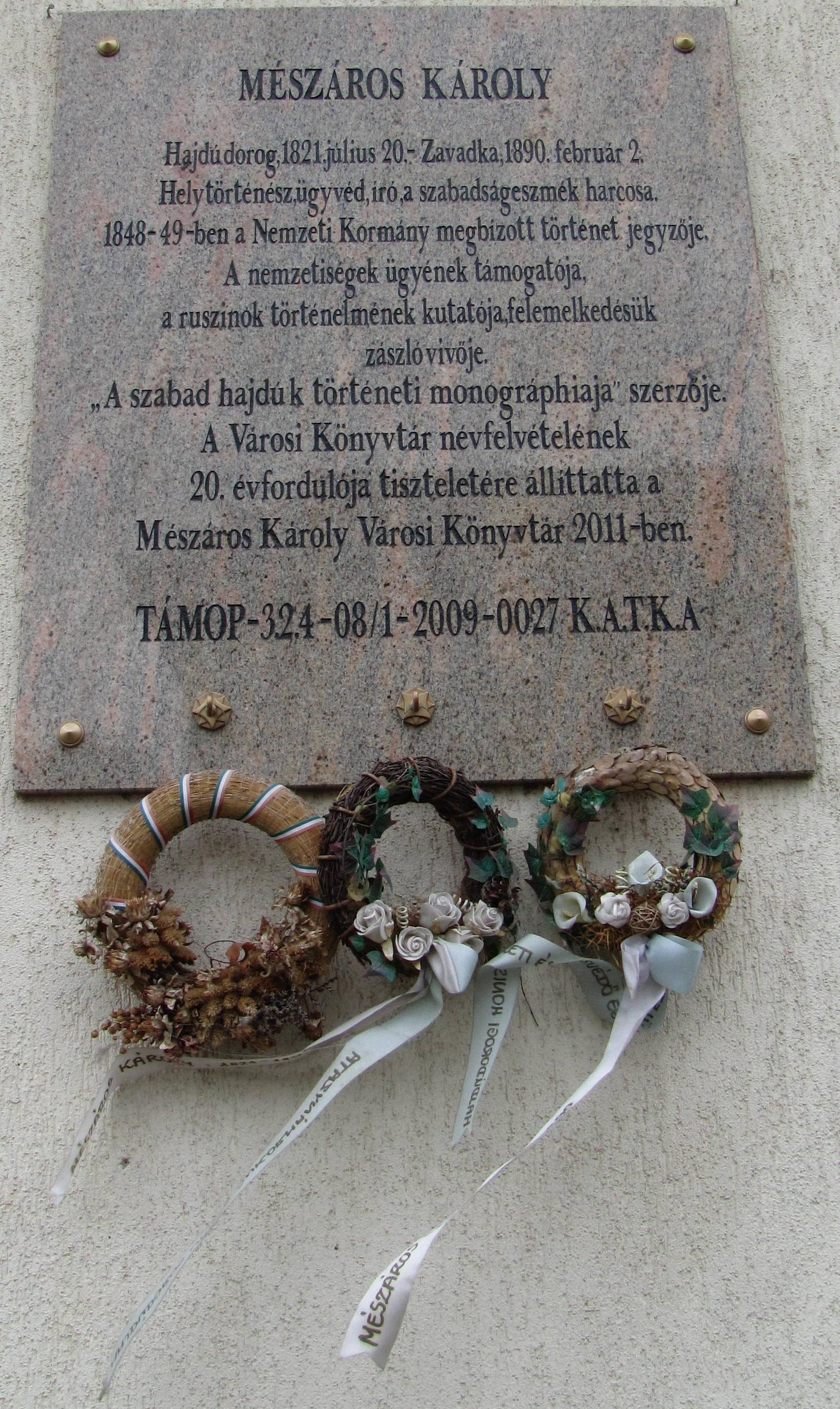
Mészáros Károly emléktáblája a hajdúdorogi városi könyvtár falán

Az ungvári gyűjtemény második csoportja mindössze néhány oldalból áll, és további két alcsoportra bontható: a tervezetekére és a karcolatokéra. Mészáros tervezetei közül kettőt érdemes megemlíteni. Az egyik Az ügyvédek Magyarországon című munkájának a vázlata, amelyet 1884-re datált. A bírói szervezet fejlődését is taglaló mű bemutatta az ügyvédi hivatás történelmét, politikai és társadalmi vonatkozásait is egészen a kezdeti időktől kezdve. A másik tervezet A megyei törvényszék múltja címet viseli. Ezt Nehrebeczky György emlékiratai alapján készítette el az 1880-as években.
A karcolatok, felhívások között találhatjuk a hajdúk történetéről készült művének kiadásához készült anyagot, illetve több újságcikk, sőt újság tervezetét is. Az iratok között két olyan újság címét is megtalálhatjuk, amelyet be akart indítani. Az egyik A magyar hazafiak és honleányok emléklapja címet viselte volna. A tervezet egy 1884. január 12-én íródott levél hátlapján bukkan fel. A hetilap életleírásokat közölt volna családi, baráti vagy más közéleti visszaemlékezések alapján. A másik folyóiratot Szabad Hangok címmel adta volna ki Mészáros. Megyei lap lett volna, amely főleg Ung társadalmi és közművelődési ügyeit taglalta volna. 1886. május 24-én jelent volna meg az első példány.

## Emlékezete
Mészáros Károly 1890. február 2-án halt meg végelgyengülésben zavadkai házában. Haláláról egyedül a Budapesti Hírlap adott hírt: „Elhunyt hajdúdorogi Mészáros Károly ügyvéd, iskolaszéki volt elnök, Ung megye tiszteletbeli főjegyzője, e hó 2-án, Zavadkán végelgyengülése következtében. A megboldogult 1861-ben megírta Ungvár város monográfiáját, Ung megyének szintén általa írt monográfiáját pedig most adja ki a megye. Megalapította az Ung című hetilapot, melynek későbben is főmunkatársa volt. A hatvanas években sűrűn írt történeti és publicisztikai cikkeket a fővárosi lapokba is." A hírlapon kívül még Danielik József írt cikket róla Magyar írók című életrajzgyűjteményében, illetve Szinnyei József Magyar írók élete és munkái című gyűjteményében találhatunk róla bejegyzéseket.
Ezt leszámítva azonban a 20. század legnagyobb részében Mészáros munkássága feledésbe merült. Ennek legfőbb oka az lehetett, hogy munkái szorosan kötődtek a politikához is, és ezt egyik uralmon lévő magyar párt sem tudta igazán felhasználni céljai elérésére, eszméi alátámasztására. Természetesen az is közrejátszott, hogy Mészáros Károly eredeti kéziratainak nagy része, könyvtára, levelezése, bútorai, sőt még zavadkai lakóháza is megsemmisült vagy eltűnt. Művei ma már igazi ritkaságnak számítanak a könyvtárak polcain.
Mészáros nevének újrafelelevenítését Volodimir Ferdinisecnek, dédunokája férjének köszönhetjük. Volodimir kárpátaljai újságíró volt, aki felesége öröksége között talált rá Mészáros Károly önéletrajzára. A néhai író születésének 150. évfordulóján cikket is írt az önéletrajz anyagából a Kárpáti Kalendáriumba. Ezt a szálat vette át Hajdúdorog vezetése is, és 1971 októberében egy múzeumi hónap rendezvényeinek keretében emlékülést tartottak Mészáros Károly tiszteletére, és emléktáblát is avattak a görögkatolikus általános iskola falán. Az emléktáblán a következő szöveg olvasható: „Mészáros Károly, Hajdúdorog, 1821. július 20. - Zavatka, 1890. február 2. Helytörténész, politikus, az 1848/49 évi szabadságharc résztvevője, a kárpátukránok történetének kutatója, felemelkedésük harcosa, községünk szülötte emlékére születésének 150. évfordulóján. Hajdúdorog Nagyközség Tanácsa - Déri Múzeum”
1991-ben a hajdúdorogi városi könyvtár felvette Mészáros Károly nevét, és húsz évvel a névváltást követően emléktáblát helyeztek el a könyvtár falán Mészáros Károly emlékére. Az emléktáblán a következő szöveg olvasható: „Mészáros Károly, Hajdúdorog 1821. július 20. - Zavadka, 1890. február 2. Helytörténész, ügyvéd, író, a szabadságeszmék harcosa. 1848-49-ben a Nemzeti Kormány megbízott történet jegyzője. A nemzetiségek ügyének támogatója, a ruszinok történetének kutatója, felemelkedésük zászlóvivője. „A szabad hajdúk történeti monográphiája” szerzője. A Városi Könyvtár névfelvételének 20. évfordulója tiszteletére állíttatta a Mészáros Károly Városi Könyvtár 2011-ben.”